# Pics d'Enfer
Ne doit pas être confondu avec Roc d'Enfer.
Les pics d'Enfer, picos del Infierno en espagnol, sont un sommet constituant à 3 081 mètres d'altitude le point culminant du massif des Pics-d'Enfer, dans les Pyrénées aragonaises, en Espagne.

## Géographie
Les pics d'Enfers forment une crête d'environ 300 m de long d'où émergent trois sommets référencés dans la liste UIAA des 3000 pyrénéens :
- le pic d'Enfer occidental, 3 075 m[1] ;
- le pic d'Enfer central, 3 081 m[1], point culminant du massif ;
- le pic d'Enfer oriental, 3 076 m[1].

Un sommet secondaire, appelé Garmo Blanco (2 982 m), se situe dans le prolongement de la crête ouest, au nord du pic d'Enfer occidental.
Comme l'ensemble du massif, les pics font partie intégrante de la réserve de la biosphère Ordesa-Vignemale, en amont de la vallée de Tena, à 3,5 km au sud-ouest de la crête frontalière.